# ファミソン8BIT STAGE2
『ファミソン8BIT STAGE2』（ファミソン エイトビット ステージツー）は、momo-i（桃井はるこ）のカバーアルバム。
前作のファミソン8BITと同じく、アニメソングをファミコンのチップチューンで編曲し、桃井はるこが歌唱するという組み合わせでつくられた。

## 概要
1970年代から1980年代の日本のアニメーション作品の主題歌をカバーしている。編曲はすべてファミコンの音源を用いたチップチューンで、編曲者は阿保剛に、細江慎治のスーパースィープ、前作を聴いて自発的に参加した小林和博、安井洋介、Wiz.らが加わった。歌唱も前作と同じく8bit音に合わせた声音で統一されている。
例外はボコスカウォーズの音楽にプログラマーが歌詞をつくっていたものに声を当てた「すすめボコスカ」で、元々この曲に声はなく、この作品で初めて歌われた。収録にはボコスカウォーズ原作者のラショウも参加し、2007年7月7日に行われたゲームミュージックイベント「EXTRA ～ HYPER GAME MUSIC EVENT 2007」では桃井とデュエットしている。
桃井はるこは初体験であった前作の経験を経て、「わたしとしては1で歌って、自分でも聴いてみて 「これがファミソンだ」っていうのがある程度見えた部分があって、だからこそさらに楽しくバラエティに歌わせていただくことができました。「これぞファミソン」っていう曲から、ちょっとアバンギャルドなドキリとするパートもあり、 そしてファミソン特有の哀愁と懐かしさあり、2は、"プレイ＆ハッピー＆ノスタルジー!!"ってかんじです。」と、当時のアニメやゲームを遊ぶような懐かしい感覚がよみがえり、幸福に浸れる曲と語っている。
ライナーノーツでは前作に続く物語が展開され、ソラが変身したmomo-iが新登場のlunaと魔王を追う冒険の旅がドット絵で描かれている。

## 収録曲
- 01. 『聖闘士星矢』より　～　ペガサス幻想
- 02. 『ベルサイユのばら』より　～　薔薇は美しく散る
- 03. 『トム・ソーヤーの冒険』より　～　誰よりも遠くへ
- 04. 『山ねずみロッキーチャック』より　～　緑の陽だまり
- 05. 『ダーティペア』より　～　ロ・ロ・ロ・ロシアン・ルーレット
- 06. 『新オバケのQ太郎』より　～　新オバケのQ太郎
- 07. 『魔女っ子メグちゃん』より　～　魔女っ子メグちゃん
- 08. 『アタックNo.1』より　～　アタックNo.1のテーマ
- 09. 『ひみつのアッコちゃん』より　～　すきすきソング
- 10. 『花の子ルンルン』より　～　花の子ルンルン
- 11. 『となりのトトロ』より　～　となりのトトロ
- 12. 『エスパー魔美』より　～　テレポーテーション－恋の未確認－
- 13. 『ドロロンえん魔くん』より　～　妖怪にご用心
- 14. 『ハイスクール!奇面組』より　～　バナナの涙
- 15. 『ボコスカウォーズ』より　～　すすめボコスカ（ボーカル入りアレンジバージョン）
- 16. 『聖闘士星矢』より　～　ペガサス幻想（インスト・ショートバージョン）
- 17. 『ベルサイユのばら』より　～　薔薇は美しく散る（インスト・ショートバージョン）
- 18. 『トム・ソーヤーの冒険』より　～　誰よりも遠くへ（インスト・ショートバージョン）
- 19. 『山ねずみロッキーチャック』より　～　緑の陽だまり（インスト・ショートバージョン）
- 20. 『ダーティー・ペア』より　～　ロ・ロ・ロ・ロシアン・ルーレット（インスト・ショートバージョン）
- 21. 『新オバケのQ太郎』より　～　新オバケのQ太郎（インスト・ショートバージョン）
- 22. 『魔女っ子メグちゃん』より　～　魔女っ子メグちゃん（インスト・ショートバージョン）
- 23. 『アタックNo.1』より　～　アタックNo.1のテーマ（インスト・ショートバージョン）
- 24. 『ひみつのアッコちゃん』より　～　すきすきソング（インスト・ショートバージョン）
- 25. 『花の子ルンルン』より　～　花の子ルンルン（インスト・ショートバージョン）
- 26. 『となりのトトロ』より　～　となりのトトロ（インスト・ショートバージョン）
- 27. 『エスパー魔美』より　～　テレポーテーション－恋の未確認－（インスト・ショートバージョン）
- 28. 『ドロロンえん魔くん』より　～　妖怪にご用心（インスト・ショートバージョン）
- 29. 『ハイスクール！奇面組』より　～　バナナの涙（インスト・ショートバージョン）
- 30. 『ボコスカウォーズ』より　～　すすめボコスカ（ゲームオリジナル音源バージョン）